# Douglas XB-43 Jetmaster
Le Douglas XB-43 Jetmaster est un prototype de bombardier léger conçu et développé dans les années 1940 par l'avionneur américain Douglas Aircraft Company. Dérivé du XB-42 Mixmaster dont il reprend l'apparence générale, il est motorisé uniquement par des turboréacteurs. Le Jetmaster est le premier bombardier américain à réaction à voler, le B-45 Tornado étant le premier à être mis en service.

## Conception et développement
À partir d'octobre 1943, les dirigeants de l'Air Materiel Command (en) des United States Army Air Forces (USAAF) commencent à étudier les possibilités de bombardiers à réaction. C'est à cette époque que la Douglas Aircraft Company lance la conception d'un bombardier bimoteur qui deviendra le XB-42 ; il est équipé de moteurs à pistons placés à l'intérieur du fuselage, supprimant ainsi la traînée générée par les nacelles des moteurs. Par la suite, la cellule se montre adaptée pour tester la propulsion à réaction ; Douglas confirme la faisabilité du projet et les USAAF modifient le contrat du XB-42 en mars 1944 pour inclure le développement et la construction de deux prototypes XB-43, remplaçant une commande initiale de 13 avions d'essai.
L'équipe de conception de Douglas parvient à convaincre l'armée qu'au lieu de développer un tout nouvel avion, modifier la cellule d'essais statiques du XB-42 afin d'en faire le premier XB-43 est un travail relativement simple qui permettrait d'économiser du temps et de l'argent. Les deux moteurs Allison V-1710 sont remplacés par des turboréacteurs General Electric J35 (premier modèle de turboréacteur à compresseur axial américain à avoir été utilisé), deux entrées d'air sont découpées de chaque côté du fuselage, en arrière du cockpit pressurisé. Le retrait des hélices et de leurs arbres de transmission libère suffisamment d'espace pour accueillir deux longues tuyères ; comme il n'y a plus les hélices, leurs pales ne peuvent plus toucher le sol en cas de décollage trop cabré, ce qui conduit à la suppression de la dérive inférieure de l'empennage cruciforme. Pour compenser la diminution de la stabilité en lacet, Douglas opte pour un empennage vertical plus grand.
Douglas est désireux de produire en masse son nouveau bombardier et les USAAF envisagent d'en commander 50 exemplaires,. L'avionneur est prêt à produire jusqu'à 200 B-43 par mois en deux versions : un bombardier équipé d'un nez en plastique pour accueillir l'opérateur bombardier, et un avion d'attaque au sol dépourvu du nez transparent et des équipements de bombardement mais emportant 16 mitrailleuses lourdes Browning M2 de 12,7 mm tirant vers l'avant et 36 missiles de 127 mm. Ces projets ne sont jamais concrétisés car l'USAAF se concentre alors sur un nouveau bombardier, le XB-45 Tornado conçu dès le départ pour être motorisé par des turboréacteurs et qui promet de meilleures performances que le B-43.

## Histoire opérationnelle

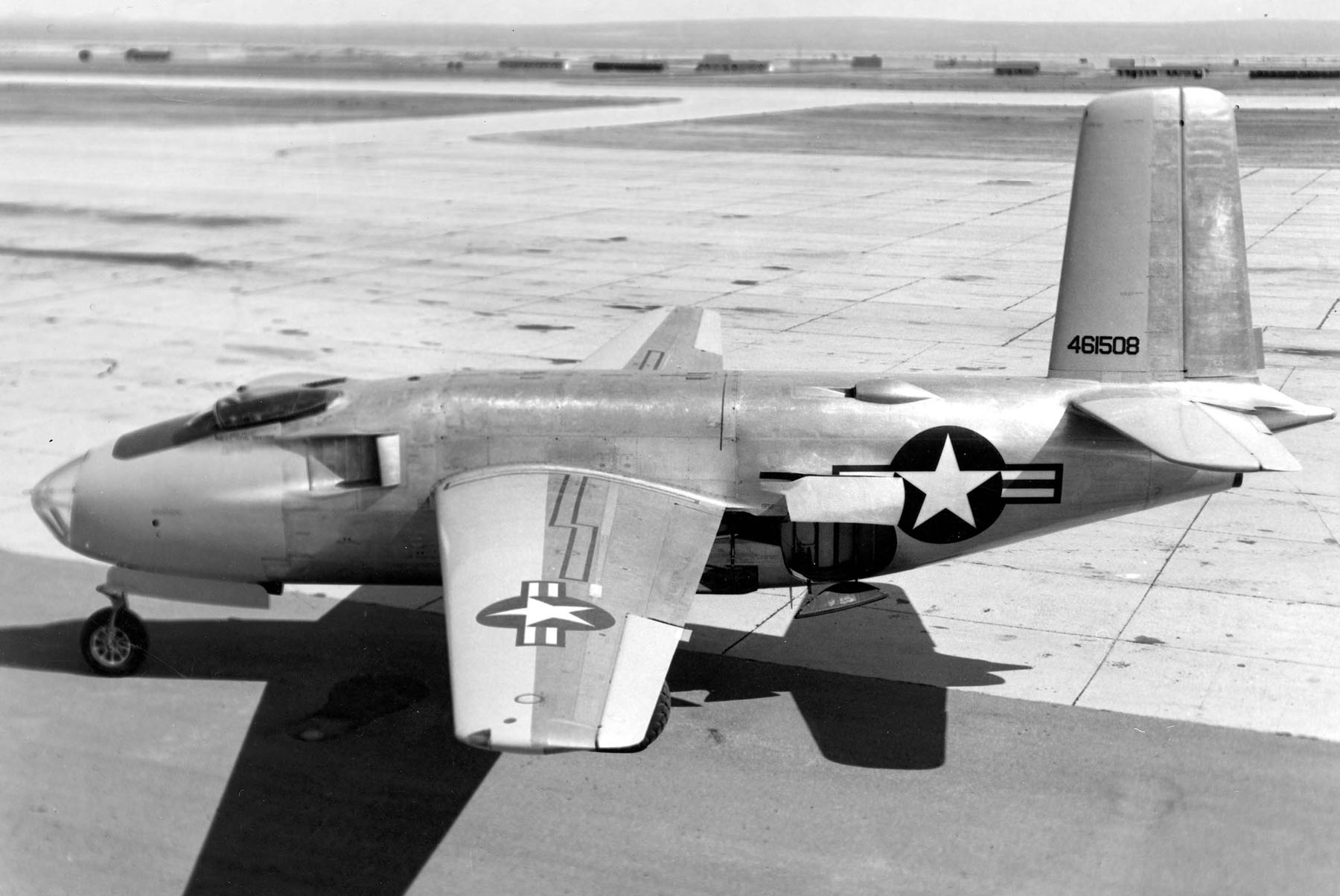
Photographie d'un Douglas XB-43

Comme prévu par Douglas, le travail en lui-même n'est pas particulièrement complexe mais, en raison du temps d'attente pour l'obtention des réacteurs J35, deux ans sont nécessaires pour que l'avion soit prêt à voler. La fin de la Seconde Guerre mondiale provoque un ralentissement de l'activité dans l'industrie aéronautique ce qui entraîne des retards dans la livraison des moteurs par General Electric. Lorsqu'ils sont finalement installés sur les prototypes et testés au sol avant le premier vol, l'un des moteurs subit une défaillance critique : des ailettes du compresseur se disloquent et sont éjectées du compartiment moteur, endommageant la cellule et blessant un technicien au sol ; sept mois sont nécessaires pour effectuer les réparations. Le B-43, qui est alors le premier bombardier à réaction américain, effectue finalement son premier vol, d'une durée de huit minutes, le 17 mai 1946 en décollant de la Muroc Army Air Base, avec aux commandes le pilote d'essai de Douglas, Bob Brush, accompagné de l'ingénieur Russell Thaw,,.
Arrivé au cours d'un important virage technologique, le XB-43 contribue au développement des procédures liées à l'utilisation des nouveaux bombardiers à réaction et jour un grand rôle dans les essais de nouveaux turboréacteurs ; les J35 sont notamment remplacés par des General Electric J47. Douglas achève la construction du second prototype, désigné YB-43 et portant le numéro d'identification militaire 44-61509, et le fait voler le 15 mai 1947 avant de le livrer sur la base de Muroc en avril suivant ; il est surnommé Versatile II par le personnel des USAAF. À cause des différences de températures auxquelles il est soumis lors des vols à basse et haute altitude, la verrière de nez, en plastique, commence à se fissurer ; les mécaniciens résolvent le problème en construisant une nouvelle pointe avant avec du contreplaqué,. Pour maintenir l'appareil en état de vol, la United States Air Force, qui succède aux USAAF, décide d'utiliser le premier XB-43 comme source de pièces détachées après qu'il a été endommagé dans un accident en février 1951. Le Versatile II accumule ensuite plus de 300 heures de vol jusqu'à sont retrait en décembre 1953.
Pour l'USAF, seul le premier prototype doit porter la désignation XB-43 ; le second prototype, bien qu'identique au premier, reçoit la désignation YB-43, en cohérence avec son statut de prototype subséquent selon la nomenclature des avions de l'armée. À un moment, il est envisagé d'en faire un avion d'attaque, sous la désignation A-43, qui ne doit pas être confondu avec le Curtiss XP-87, un projet conçu à l'origine comme un avion d'attaque sous la désignation XA-43. L'A-43 doit disposer de huit mitrailleuses dans le nez, à la place du poste de l'opérateur bombardier.